# نوميديا (مقاطعة رومانية)

الأقاليم المتواجدة غرب البحر الأبيض المتوسط سنة 150 قبل الميلاد ،المملكة النوميدية بالأرجواني في إقصى إتساع لها

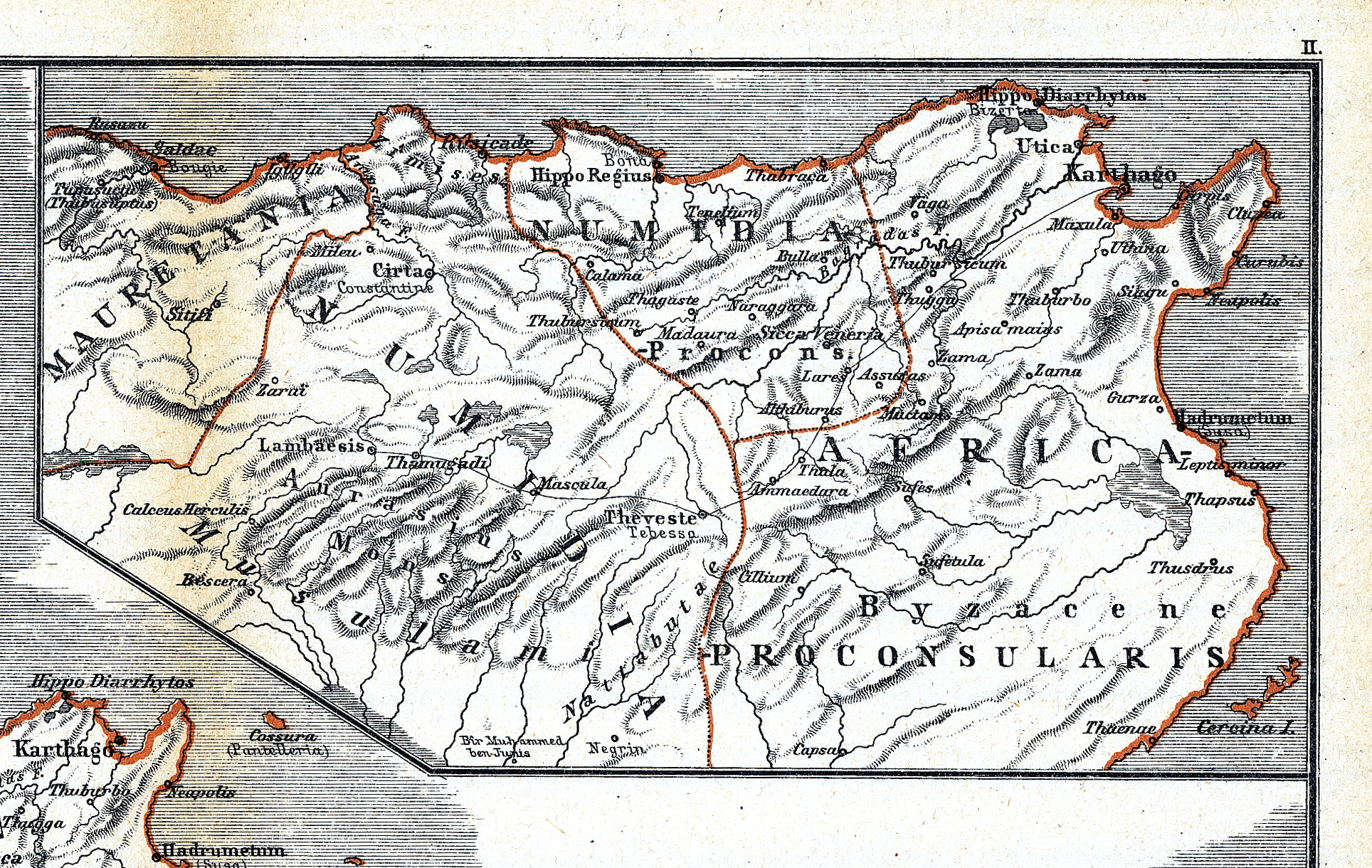
خريطة نوميديا الرومانية

نوميديا الرومانية (بالأمازيغية: ⵏⵓⵎⵉⴷⵢⴰ ⵜⴰⵕⵓⵎⵉⵜ) هي مقاطعة رومانية عاصمتها مدينة سيرتا ظهرت على ساحل شمال إفريقيا بعد سقوط مملكة نوميديا الموحدة والمستقلة وضم شرقها للأمبراطورية الرومانية ، يحدها من الشرق مقاطعة افريكا الرومانية ومن الغرب مملكة موريطنية وفيما بعد مقاطعة موريطنية القيصرية تشمل منطقة شمال شرق الجزائر الحالية وغرب تونس تقريبًا.

## التاريخ
عرّف المؤرخ الإغريقي بوليبيوس سكان المنطقة لأول مرة باسم النوميديين نحو القرن الثاني قبل الميلاد، على الرغم من أنه كان يشار إليهم في كثير من الأحيان باسم النوديديين.
ضُمت نوميديا الشرقية إلى الإمبراطورية الرومانية عام 46 قبل الميلاد بهدف تأسيس مقاطعة رومانية جديدة هي أفريكا نوفا. ضُمت نوميديا الغربية أيضًا لتكون جزءًا من مقاطعة أفريكا نوفا بعد وفاة آخر ملوكها أربيون عام 40 قبل الميلاد. بعد ذلك، وحّد الإمبراطور أغسطس المقاطعة (باستثناء نوميديا الغربية) مع مقاطعة أفريكا فيتوس (إفريقيا القديمة) عام 25 قبل الميلاد، بهدف تأسيس مقاطعة جديدة باسم إفريقيا القنصلية، خلال فترة حكم جوبا الثاني (ابن جوبا الأول) القصيرة (30-25 قبل الميلاد) ملكًا على نوميديا تابعًا للإمبراطورية الرومانية في منطقة أفريكا نوفا، المقاطعة السابقة. في عام 40 ميلادي، وُضع الجزء الغربي من مقاطعة إفريقيا القنصلية، بما في ذلك حامية الفيلق فيها، تحت إمرة ليغاتوس إمبراطوري، وأصبحت في الواقع مقاطعة منفصلة اسمها نوميديا، على الرغم من أن ليغاتوس نوميديا ظل تابعًا اسميًا للقنصل الإمبراطوري حاكم إفريقيا حتى عام 203 ميلادي.
انتشرت المسيحية هناك منذ القرن الثاني فصاعدًا. خلال القرن الثاني، أصبحت المقاطعة مسيحية بالكامل، ولكن في القرن الرابع، تمسكت بالبدعة الدوناتية، على الرغم من أنها قدمت رجال دين أرثوذكس لامعين مثل القديس أوغسطين، أسقف هيبون (عنابة حاليًا).
بعد عام 193، في عهد الإمبراطور سيبتيميوس سيفيروس، انفصلت نوميديا رسميًا عن مقاطعة إفريقيا الرومانية، وشكلت مقاطعة قائمة في حد ذاتها، يحكمها ليغاتوس إمبراطوري. في عهد الإمبراطور ديوكلتيانوس، شكلت مقاطعة بسيطة في نظام الحكم الرباعي، ثم قُسمت إلى قسمين: نوميديا سيرتنسيس، عاصمتها سيرتا، ونوميديا ميليتانا («نوميديا العسكرية»)، وعاصمتها قاعدة لامبايزيس. ومع ذلك، بعد عقود، أعاد الإمبراطور قسطنطين الأكبر توحيد المقاطعتين في مقاطعة واحدة، تُدار من سيرتا، التي أُعيد تسميتها إلى قسطنطينة (قسنطينة حاليًا).
في عام 428، بدأ الوندال غاراتهم في المقاطعات الإفريقية. وقد تمكنوا في نهاية المطاف من إنشاء المملكة الوندالية التي استمرت بين عامي 432 و534، وهو العام الذي سقط فيه الوندال وأُعيد دمج المقاطعات الإفريقية في الإمبراطورية الرومانية الشرقية وشكلت ولاية بريتوريا الإفريقية، بعد نصف قرن من ذلك، إكسرخسية (ولاية إقليمية) قرطاج، في عهد موريس (حكم 582 - 602).
بين عامي 696 و708 تعرضت المنطقة للغزو مرة أخرى من قبل المسلمين العرب (الأمويين)، وأصبحت جزءًا من إفريقية.

## المدن الرئيسية
أصبحت نوميديا، حالها كحال المقاطعات الإفريقية الأخرى، رومانية إلى حد كبير، وقد شملت العديد من المدن. كانت المدن الرئيسية في نوميديا الرومانية هي: في الشمال، سيرتا أو (قسنطينة حاليًا) وهي العاصمة، وميناء روسيكادا (سكيكدة حاليًا)، وهيبو ريجيوس (بالقرب من عنابة)، المعروفة بكونها كرسي القديس أوغسطين. أما إلى الجنوب فكانت الطرق العسكرية الداخلية المؤدية إلى تيفست (ولاية تبسة حاليًا) ولامبايزيس (مدينة تازولت حاليًا) وتحتوي على آثار وأوابد رومانية كثيرة، ومتصلة بطرق عسكرية مع سيرتا وهيبون، على التوالي.
كانت لامبايزيس مقرًا لفيلق أوغسطا الثالث، وأهم مركز استراتيجي، وقد سيطرت على ممرات جبال الأوراس (مونس أوراسيوس)، وهي كتلة جبلية فصلت نوميديا عن قبائل غايتولي البربرية في الصحراء، والتي احتلها الرومان تدريجيًا بكامل امتدادها، وأصبحت تحت ظل الإمبراطورية الرومانية. مع هذه المدن، كان هناك ما مجموعه عشرين مدينة من المعروف أنها حصلت في وقت أو آخر على لقب ومكانة المستعمرات الرومانية. في القرن الخامس، عددت قائمة الرتب والوظائف الرومانية ما لا يقل عن 123 كرسيًا رسوليًا اجتمع أساقفتها في قرطاج عام 479 ميلادي.